# Bäckerei Helbing
Die Bäckerei Helbing, auch als Helbing mein Lieblingsbäcker bezeichnet, ist eine Großbäckerei mit Sitz im thüringischen Leinefelde-Worbis und einer der größten Backwaren-Filialisten in Deutschland.
Albert Helbing gründete den Familienbetrieb, der bis heute in der vierten Generation geführt wird, 1912 in Leinefelde. In dem Ort hat das Unternehmen bis zum heutigen Zeitpunkt seinen Sitz. Im Gewerbegebiet Leinefelde Nord befindet sich die Produktionsstätte, von der aus die mehr als 100 Filialen im Dreiländereck Nordthüringen, Südniedersachsen und Nordhessen beliefert werden.